# Боссе (Підляське воєводство)
Боссе (пол. Bosse) — село в Польщі, у гміні Сейни Сейненського повіту Підляського воєводства.
Населення — 88 осіб (2011).
У 1975-1998 роках село належало до Сувальського воєводства.

## Демографія
Демографічна структура станом на 31 березня 2011 року:
|          | Загалом | Допрацездатний вік | Працездатний вік | Постпрацездатний вік |
| -------- | ------- | ------------------ | ---------------- | -------------------- |
| Чоловіки | 43      | 7                  | 31               | 5                    |
| Жінки    | 45      | 11                 | 25               | 9                    |
| Разом    | 88      | 18                 | 56               | 14                   |